# گیورگی ایوانوف
گیورگی ایوانوف (بلغاری: Георги Александров Иванов – Гонзо؛ زادهٔ ۲ ژوئیهٔ ۱۹۷۶) بازیکن سابق و مربی فوتبال اهل بلغارستان است.
از باشگاه‌هایی که در آن بازی کرده‌است می‌توان به باشگاه فوتبال رییکا، باشگاه فوتبال غازی عینتاب‌اسپور، باشگاه فوتبال صامسون‌اسپور، باشگاه فوتبال رن، و باشگاه فوتبال لفسکی صوفیه اشاره کرد.
وی همچنین در تیم ملی فوتبال بلغارستان بازی کرده‌است.